# Dschumgalbek Amanbajew
Dschumgalbek Beksultanowitsch Amanbajew (kirgisisch Жумгалбек Бексултанович Аманбаев, russisch Джумгалбек Бексултанович Аманбаев; * 2. Februar 1945 in Tschajek, UdSSR; † 11. Februar 2005) war ein sowjetischer bzw. kirgisischer Politiker.

## Leben
Dschumgalbek Amanbajew kam 1945 in dem zentralkirgisischen Dorf Tschajek zur Welt. 1966 schloss er sein Studium am Kirgisischen Landwirtschaftlichen Institut Konstantin Iwanowitsch Skrjabin ab. Im Jahre 1971 verteidigte er seinen Grad als Kandidat der Wissenschaften (Kandidat Nauk). 2 Jahre darauf, 1973, begann er seine Karriere bei der Kommunistischen Partei, zunächst auf Ebene der Rajone und Oblaste. 1985 stieg er zum Sekretär im ZK der Kommunistischen Partei auf, ehe er 1989 zum Ersten Sekretär des Komitees der Kommunistischen Partei in der Oblast Yssyk-Köl ernannt wurde. Von 1989 bis 1991 war er Abgeordneter des Kongresses der Volksdeputierten der Sowjetunion und von 1989 bis 1994 war er Abgeordneter des Obersten Sowjets der Kirgisischen SSR bzw. des Dschogorku Kengesch.
1991, kurz vor der Unabhängigkeitserklärung Kirgisistans im Laufe des Zerfalls der Sowjetunion, gewann er die Wahl zum ersten Sekretär der kommunistischen Partei Kirgisiens. Jedoch verlor er dieses Amt, nachdem die Kommunistische Partei Kirgisiens den Augustputsch in Moskau unterstützt und Askar Akajew abzusetzen versucht hatte. Außerdem war er 1991 Mitglied des Zentralkomitees und des Politbüros der KPdSU.
Nach der Unabhängigkeit Kirgisistans am 31. August 1991 wurde er 1992 Vorsitzender der Partei der Kommunisten Kirgisistans, die der Kommunistischen Partei Kirgisiens nachfolgte. 1993 legte er sein Amt nieder, um stellvertretender Premierminister zu werden. Er blieb dies bis 1995.
Bei der Präsidentschaftswahl in Kirgisistan 1996 versuchte er gegen Askar Akajew anzutreten, wurde jedoch aufgrund nicht näher bekannter Umstände nicht zugelassen. Seitdem leitete er hauptberuflich das kirgisisch-chinesische Unternehmen Kitlap, war aber immer noch politisch aktiv. Er verstarb am 11. Februar 2005 im Alter von 60 Jahren an einem Herzinfarkt.

## Auszeichnungen
- Orden des Roten Banners der Arbeit[2]
- Ehrenzeichen der Sowjetunion[2]